# Achlidin Israilow
Achlidin Schukurowitsch Israilow (russisch Ахлидин Шукурович Исраилов; * 16. September 1994 in Kara-Suu) ist ein kirgisischer Fußballspieler.

## Karriere

### Verein
Achlidin Israilow erlernte das Fußballspielen in den Jugendmannschaften von Abdish-Ata Kant in Kirgisistan sowie in der Jugendmannschaft von Dynamo Kiew in der Ukraine. Hier unterschrieb er 2012 auch seinen ersten Vertrag. Bei Kiew wurde er in der 2. Mannschaft eingesetzt. Die 2. Mannschaft spielte in der zweiten Liga, der Perscha Liha. Nach 73 Zweitligaspielen wechselte er Mitte 2016 zum Ligakonkurrenten FK Tscherkaschtschyna nach Tscherkassy. Nach Vertragsende im April 2017 war er bis Anfang Oktober 2017 vertrags- und vereinslos. NEROCA FC, ein Club aus Indien, nahm ihn ab Oktober unter Vertrag. Der Club ist in Imphal beheimatet und spielte in der zweiten Liga, der I-League 2nd Division. Nach sechs Monaten verließ er den Verein und wechselte nach Indonesien. Hier unterzeichnete er einen Vertrag in Semarang beim Erstligisten PSIS Semarang. Nach nur drei Monaten wurde der Vertrag aufgelöst. Anschließend ging er nach Usbekistan, wo er sich dem FK Andijon anschloss. Für den Club aus Andijon spielte er bis Mai 2019. Im Juni zog es ihn wieder nach Asien, wo er einen Vertrag bei UiTM FC in Malaysia unterschrieb. Mit dem Club aus Shah Alam spielte er bis Ende 2019 in der zweiten Liga, der Malaysia Premier League. Anfang 2020 wechselte er nach Thailand. Der in der zweiten Liga, der Thai League 2, spielende Samut Sakhon FC aus Samut Sakhon nahm ab 2020 unter Vertrag. Hier absolvierte er bis Ende 2020 vier Zweitligaspiele. Ende 2020 wurde sein Vertrag nicht verlängert. Mitte Januar 2021 ging er nach wieder in seine Heimat, wo er einen Vertrag bei Alai Osch unterschrieb. Mit dem Verein aus Osch spielte er in der höchsten Liga des Landes, der Top Liga.

### Nationalmannschaft
Achlidin Israilow spielte zwölfmal in der kirgisischen U-21-Nationalmannschaft. Seit 2014 spielt er für die kirgisische Nationalmannschaft. Sein Länderspieldebüt gab er am  19. Mai 2014 im Rahmen des AFC Challenge Cup gegen Palästina.